# Vlieland
Vlieland is vanuit het westen gerekend het tweede bewoonde Nederlandse Waddeneiland. Het ligt in de provincie Friesland maar behoorde tot 1942 tot de provincie Noord-Holland. De gelijknamige gemeente omvat naast het eiland ook een deel van de Waddenzee. Ten zuidwesten van Vlieland ligt het eiland Texel en ten noordoosten ligt het eiland Terschelling. Van de vijf Nederlandse Waddeneilanden heeft Vlieland de hoogste duintop: 45 meter hoog.
De gemeente Vlieland telt 1.255 inwoners (22 november 2024, bron: CBS). Met 32 inwoners per km² is Vlieland na Schiermonnikoog de dunst bevolkte gemeente van Nederland; veruit de meeste inwoners wonen in de dorpskern.
In de gemeente ligt slechts één dorp, dat tot 2009 officieus 'Oost-Vlieland' genoemd werd, maar toen officieel Vlieland is gedoopt. De naam 'Oost-Vlieland' diende ter onderscheiding van het eiland Vlieland en het vroegere dorp West-Vlieland, dat in 1736 opgeheven is nadat bijna het gehele dorp door de zee was overstroomd.

## Geschiedenis
De Waddeneilanden zijn zo rond 5.000 v.Chr. ontstaan. Er was toen nog sprake van zandruggen die slechts enkele meters boven het water uitstaken. Waarschijnlijk werd het zand vastgehouden door het biestarwegras waardoor deze konden uitgroeien tot duinen met daarachter kwelders.
In de vroege middeleeuwen maakte Vlieland deel uit van het gewest Texla. Het noordelijke deel van Texel, Eierland, was ooit een deel van Vlieland en het gedeelte van het eiland dat bij eb droogviel reikte tot aan de plek waar nu de Afsluitdijk ligt. Door het ontstaan van het Eierlandse Gat werd Eierland van Vlieland gescheiden.
Het eiland lag op een strategische plaats aan de monding van het Vlie, de vaarroute die de Noordzee met het Flevomeer verbond. Hierlangs voeren handelsschepen van o.a. de Hanze naar bijvoorbeeld Stavoren en Kampen. Voor de kust van Vlieland wachtten de schepen dan op gunstige wind. Tot in de 17e eeuw bleef het eiland profiteren als aanlegplaats. Een andere belangrijke inkomstenbron was de walvisvaart.
Door verdere veranderingen in zeestromen is Vlieland aan de westzijde steeds verder geërodeerd. Vroeger was er naast Oost-Vlieland (Osteynde), de vroegste vermelding van het dorp stamt uit 1245, nog een tweede dorp, genaamd West-Vlieland (Westeynde). De laatste huizen van Westeynde werden in 1736 ontruimd na tientallen jaren van overstromingen en pogingen tot wederopbouw. De Vliestroom veranderde waardoor Terschelling een gunstiger positie als aanlegplaats kreeg.
Volgens de overlevering is het dorp Oost-Vlieland in 1575, aan het begin van de Tachtigjarige Oorlog, platgebrand door de Spanjaarden. Aanwijzingen dat er een grote brand was waren er al lang, maar archeologische opgravingen in 2023 wezen uit dat er in de bodem resten waren van o.a. zilveren Spaanse munten uit de 16e eeuw en een loden zegel, afkomstig van een document of oorkonde, die bevestigden dat het dorp op bevel van de Spaanse gouverneur Caspar di Robles is afgebrand. Er werden toen circa vierhonderd huizen in de as gelegd.
Bij Vlieland en Terschelling vond op 19 en 20 augustus 1666 de Ramp van 1666 of Holmes's Bonfire plaats: een Engelse aanval onder leiding van admiraal Robert Holmes leidde op 19 augustus op de rede van Vlieland tot de ondergang van de grootste koopvaardersvloot binnen de grenzen van de Republiek en de dag erop tot vernietiging van het dorp West-Terschelling. De Vlielander predikant Frans Esausz. den Heussen schreef er in 1667 een verslag over: Gedachtenisse van d'Engelsche Furie op de Vliestroom en der Schelling.
In de 19e eeuw was het eiland verarmd en veel eilanders en schippers vestigden zich op het vasteland. De Noordzeekust bleef eroderen en vanaf 1854 werden strekdammen aangelegd langs de Noordzeekust, wat op de andere eilanden niet nodig was. Dit bleek een dure oplossing en in 1921 heeft de Nederlandse regering serieus overwogen om het eiland te ontruimen en langzaam in zee te laten verdwijnen. Een van de redenen om Vlieland te behouden was omdat het bescherming bood voor de Afsluitdijk. Begin twintigste eeuw werden de bossen op het eiland aangelegd. De bossen die er nu zijn horen dus niet bij de oorspronkelijke begroeiing. Tussen 1900 en 1930 werden aan de zuidwestkant de Kroon's polders aangelegd om te voorkomen dat de zee het eiland aan die kant verder aan zou vreten en het eiland in tweeën zou splitsen.
In de Tweede Wereldoorlog was Vlieland onderdeel van de Duitse Atlantikwall. De Duitsers bouwden twee batterijen luchtafweergeschut en legerden meer militairen op het eiland dan er inwoners waren. Tot 1942 hoorde Vlieland bij de provincie Noord-Holland, net als Terschelling. Het Posthuis op het westelijk gedeelte van het eiland herinnert daar nog aan; de post kwam sinds 1677 via Texel naar Vlieland en ging dan door naar Terschelling. De Duitsers veranderden dit en deelden het eiland in bij Friesland. Na de oorlog is deze wijziging van de provinciegrens niet teruggedraaid.

## Cultuur
Hoewel Vlieland een Fries waddeneiland is wordt er, uitgezonderd door import van de vaste wal, geen Fries gesproken, temeer doordat het pas sinds 1942 bij Friesland hoort. Het oorspronkelijke dialect van Vlieland, het Vlielands, vond vooral aansluiting bij de dialecten van Texel en Noord-Holland. Het leek op het Tessels, maar onderscheidde zich daarvan door zijn klinkers. De laatste spreekster, mevrouw Petronella de Boer-Zeylemaker, overleed in 1993 op 107-jarige leeftijd.
Er bestaat een mythe over de ontstaanswijze van Vlieland. Het verhaal gaat dat in het verleden piraten de plek waar nu het huidige Vlieland ligt gebruikten om hun buit te verstoppen. Deze buit, met name bestaande uit sterke drank en wijn, nam dusdanige vormen aan dat bij vloed niet alles onder water bleef. En zo ontstond langzaam maar zeker een nieuw eiland.
Op 5 december wordt het feest Opkleden gevierd. Net als op andere Waddeneilanden en sommige Noord-Friese dorpen gaan een aantal bewoners verkleed langs de huizen. Doel is om zo goed verkleed te zijn dat zelfs familieleden elkaar niet herkennen. Het feest heeft net als Sunderum op Terschelling of Klozum op Schiermonnikoog een Germaanse oorsprong. Langer geleden was het gebruikelijk dat alleen jonge mannen deelnamen en dat de vrouwen die zich dan op straat waagden naar huis werden gejaagd.
De film Eilandgasten uit 2006 en de televisieserie Dokter Deen spelen zich op het eiland af.

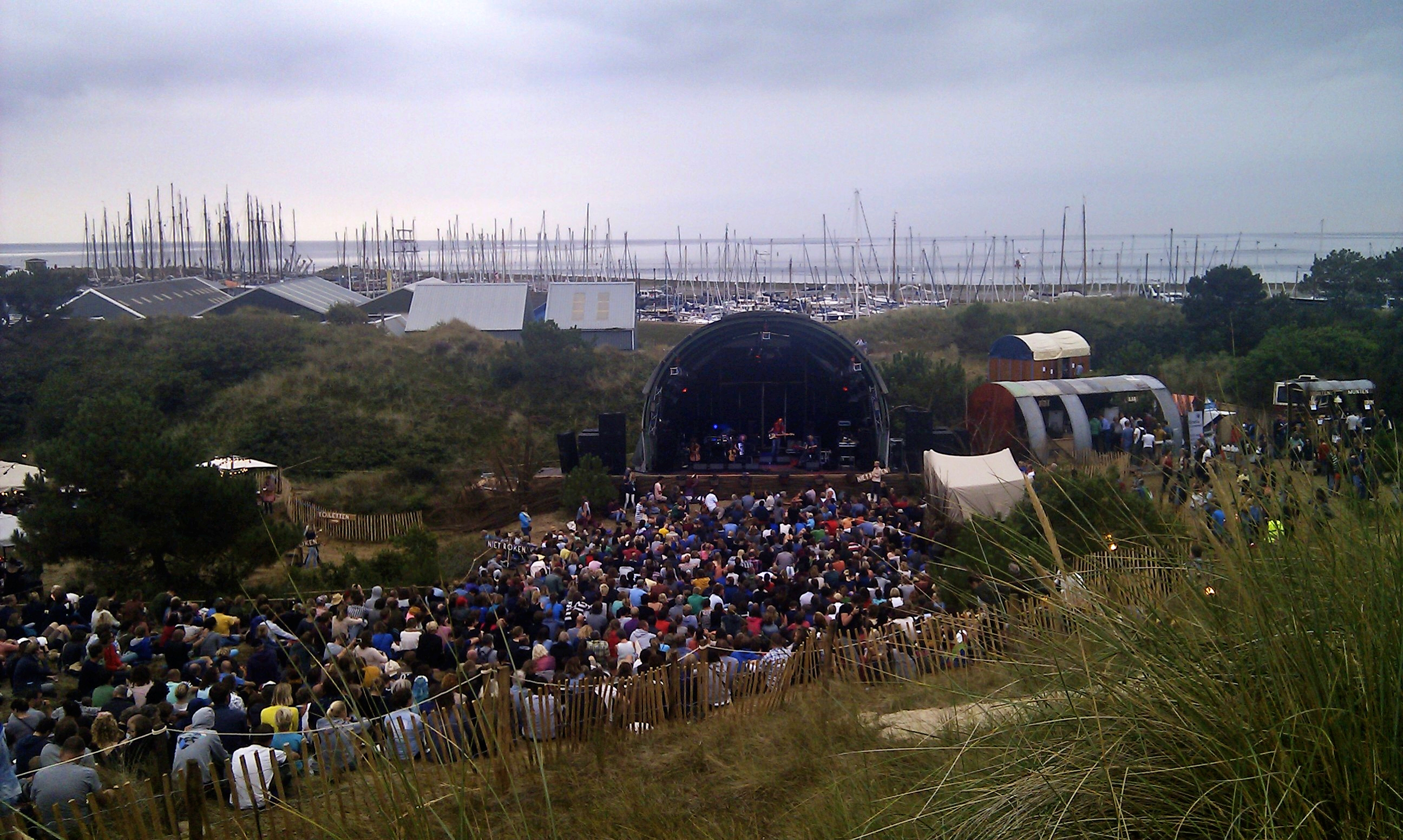
Het muziekfestival Into The Great Wide Open (2013). Ondanks de kleinschaligheid heeft het festival een landelijke bekendheid.

Sinds 2009 is er op het eiland een kleinschalig opgezet muziekfestival, het Into the Great Wide Open. Het wordt gehouden in september, de maand waarin het festivalseizoen ten einde komt.

## Geografie

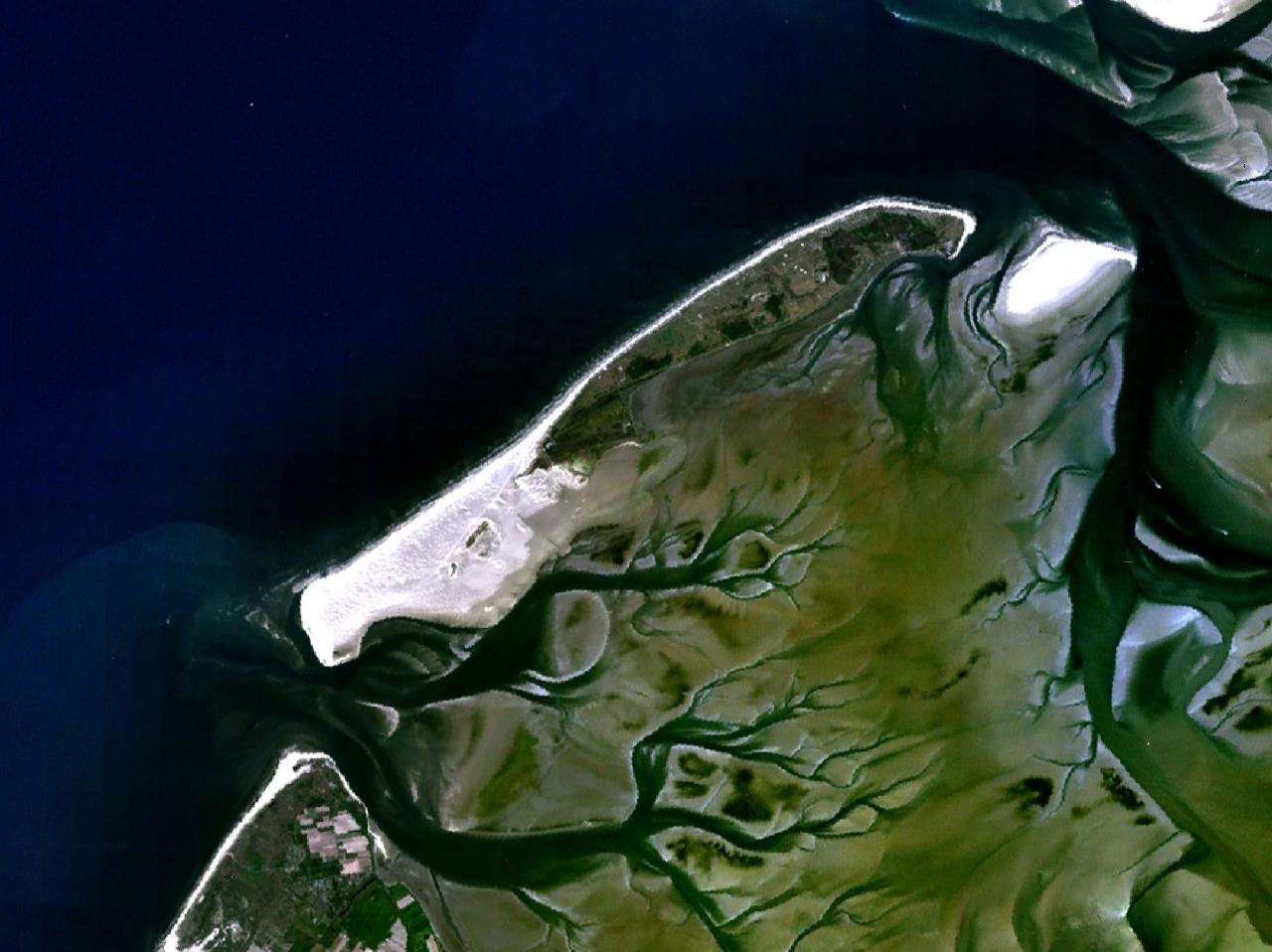
Vlieland bij laagtij (laag water) vanuit de ruimte gezien.

Vlieland is het kleinste Nederlandse bewoonde Waddeneiland. Het is nog net iets kleiner dan Schiermonnikoog. Het eiland is in twee delen te verdelen. Het noordoosten heeft een duinlandschap. De Vuurboetsduin is met 45 meter het hoogste punt van de provincie Friesland. Het duingebied omvat ook een bos. Aan de noordoostkant is ook het enige dorp te vinden, Oost-Vlieland. In het dorp is de haven en de jachthaven gelegen. Aan de noordkant staan veel vakantiewoningen, een camping (Kampeerterrein Stortemelk) en twee strandtenten. Op de camping ligt Grandcafé Cultuurpodium De Bolder waar voor zowel binnen als buiten ruimte is voor dj sets, optredens en concerten. Ooit was er een tweede dorp, genaamd West-Vlieland, dat in 1736 door kusterosie in zee verdween.
Aan de zuidoostkant liggen de Kroon's polders die aangelegd zijn om te voorkomen dat het eiland in twee delen uiteen valt. Deze polders vormen een beschermd natuurgebied en deze worden regelmatig onder water gezet om het aantrekkelijk te houden als broedgebied voor vogels. Met name eidereenden broeden hier.
Het zuidwesten omvat de Vliehors, een uitgestrekte zandvlakte en natuurgebied dat tevens fungeert als militair oefenterrein van de Koninklijke Luchtmacht.

### Aangrenzende gemeenten
| Aangrenzende gemeenten | Aangrenzende gemeenten | Aangrenzende gemeenten | Aangrenzende gemeenten | Aangrenzende gemeenten |
| ---------------------- | ---------------------- | ---------------------- | ---------------------- | ---------------------- |
|                        |                        |                        |                        | Terschelling           |
|                        |                        |                        |                        |                        |
|                        | Harlingen              |                        |                        |                        |
|                        |                        |                        |                        |                        |
| Texel (NH)             |                        |                        |                        |                        |

## Toerisme

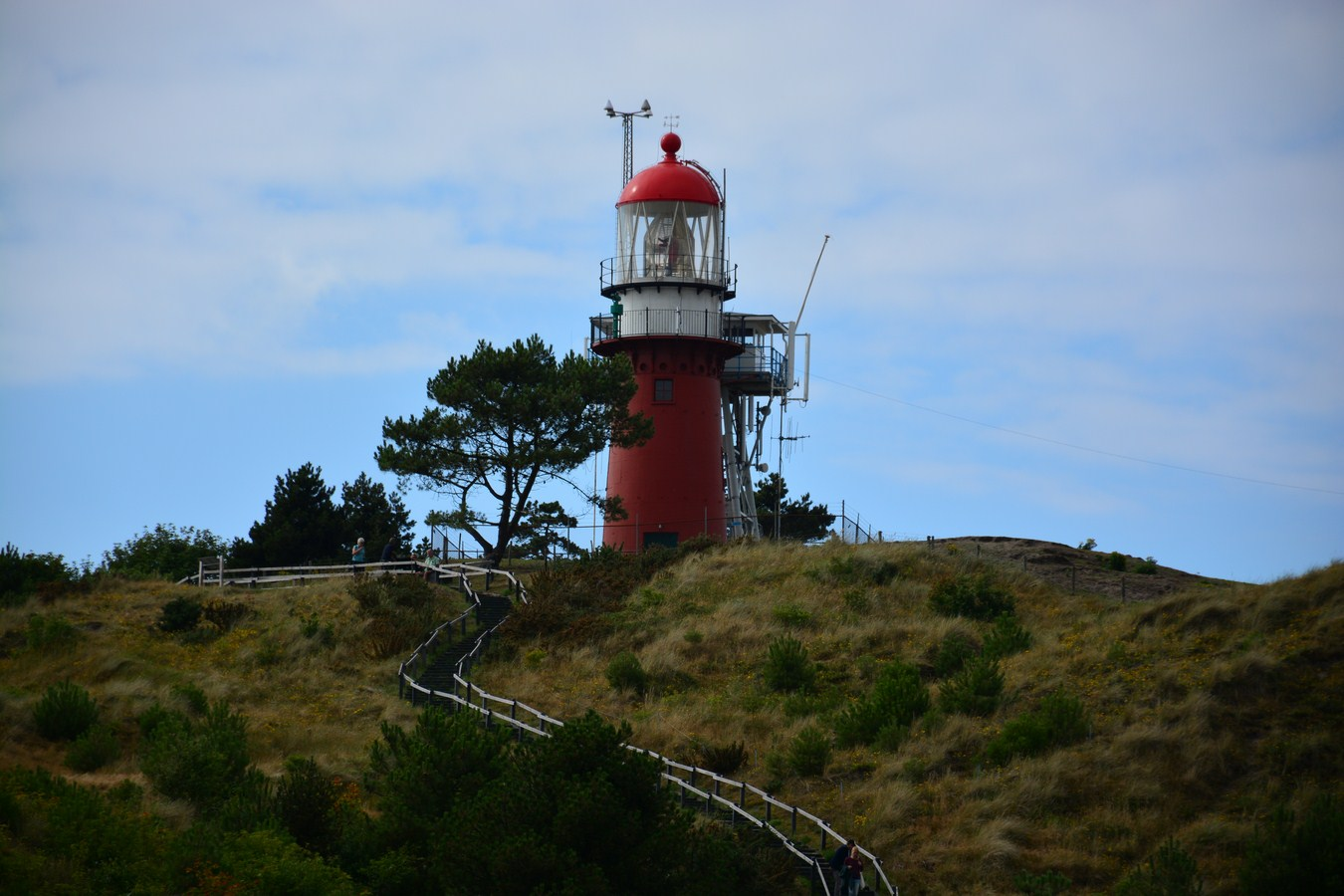
Vuurtoren Vlieland, Vuurduin

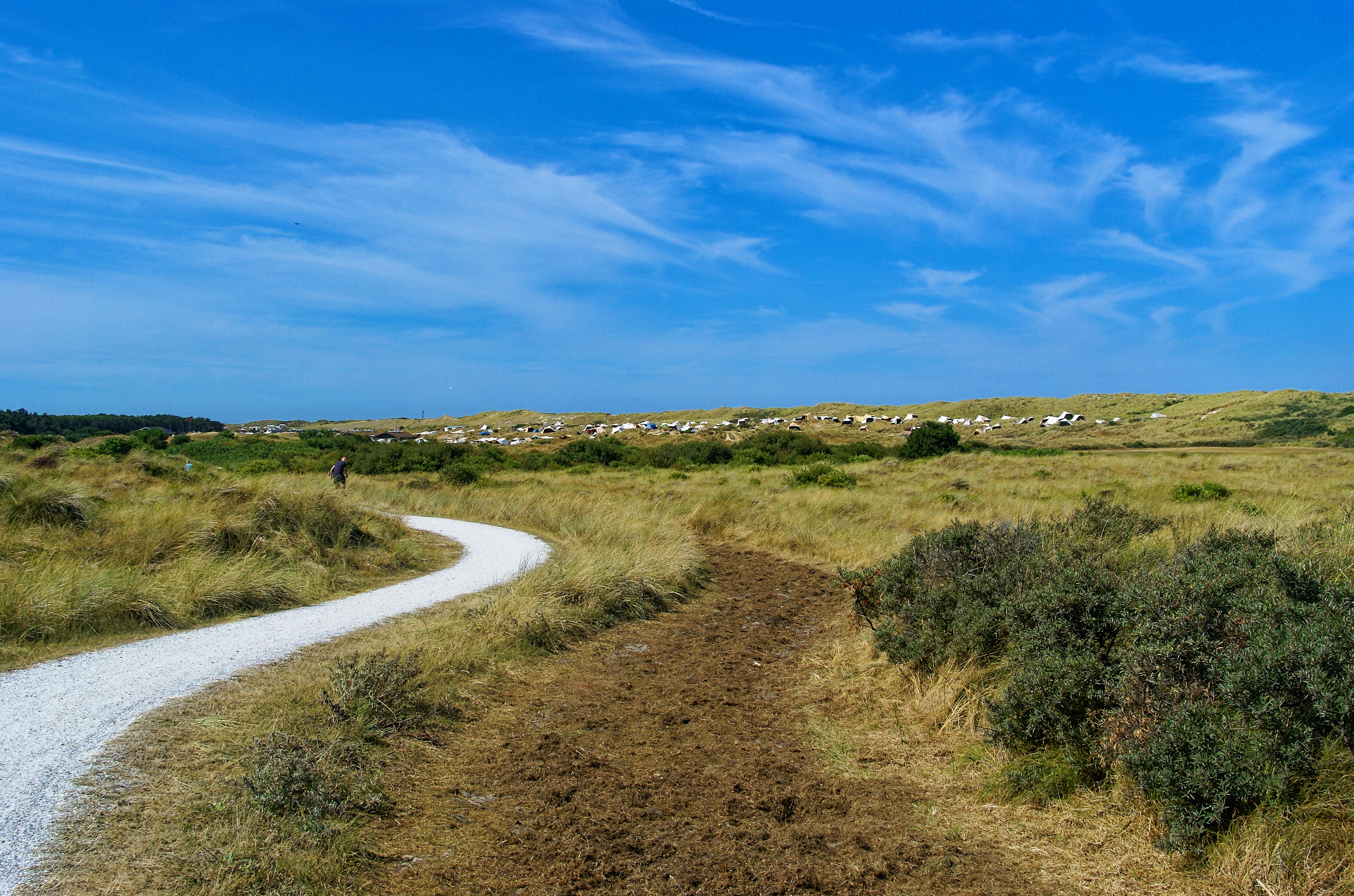
Fiets- en ruiterpad op Vlieland met op de achtergrond een van de campings.

Toerisme is de voornaamste bron van inkomsten op Vlieland. Vlieland kent een vijftiental hotels en enkele honderden vakantiehuizen en appartementen. Er zijn twee kampeerterreinen op het eiland, genaamd Stortemelk en Lange Paal. De totale strandlengte is 20 km en de totale lengte van de fietspaden is 26 km. Sinds 2009 vindt in de eerste week van september het driedaagse muziekfestival "Into the Great Wide Open" plaats. In de herfst, winter en vroege lente worden filmweekenden georganiseerd.

### Vuurtoren
Boven op de Vuurboetsduin staat de vuurtoren van Vlieland, ook wel de Vuurduin genoemd. De vuurtoren is zelf maar 16,8 meter hoog, maar door de hoge ligging van 45 meter schijnt de toren 51 meter boven de zeespiegel. Het hoogste punt van de Vuurboetsduin is 45 meter. De vuurtoren is in 1909 opgericht; daarvoor deed hij dienst in IJmuiden. In 1929 is naast de vuurtoren een uitkijkpost op palen gebouwd en in 1986 is de koepel geheel vernieuwd. De vuurtoren werkt automatisch maar is open voor toerisme en voor evenementen zoals trouwerijen.

### Dorp
Een deel van het dorp heeft een beschermd dorpsgezicht en omvat een aantal rijksmonumenten. Zoals de Nicolaaskerk uit 1605, waar de zuilen, de voordeur en enkele banken van wrakhout zijn gemaakt. Het Armhuis uit 1662 diende als rusthuis voor zeelieden. Het Museum Tromp's Huys is gevestigd in het oudste huis van het eiland, gebouwd na de brand van  1575. In het Informatiecentrum De Noordwester is veel te leren over het leven in de Waddenzee. De oude huizen staan alle langs de Dorpsstraat. Lange tijd was dit ook de enige straat van het dorp met haaks daarop vele steegjes die naar de kust en naar de duinen liepen.

### Vliehors
De zandvlakte de Vliehors beslaat de zuidwestelijke helft van het eiland. Dit militair oefenterrein is tevens de grootste zandvlakte van noordwest Europa. Hier is het Drenkelingenhuisje uit 1890 te vinden.

### Monumenten
Op Vlieland zijn een aantal rijksmonumenten en oorlogsmonumenten, zie:
- Lijst van rijksmonumenten in Vlieland
- Lijst van oorlogsmonumenten op Vlieland

### Kunst in de openbare ruimte
In de gemeente zijn diverse beelden, sculpturen en objecten geplaatst in de openbare ruimte, zie:
- Lijst van beelden in Vlieland

## Vervoer

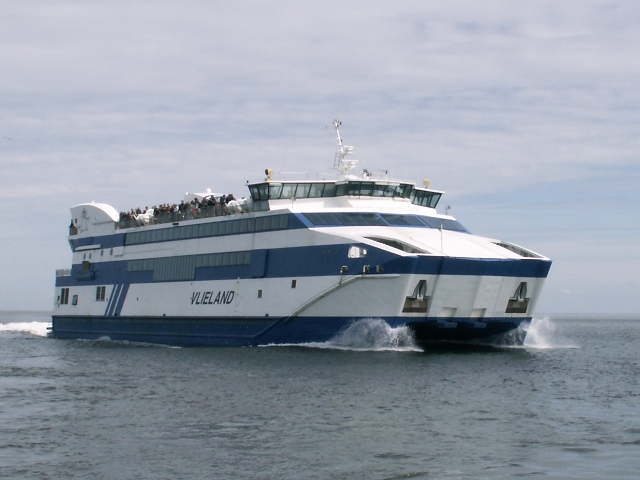
De veerboot tussen Harlingen en Vlieland

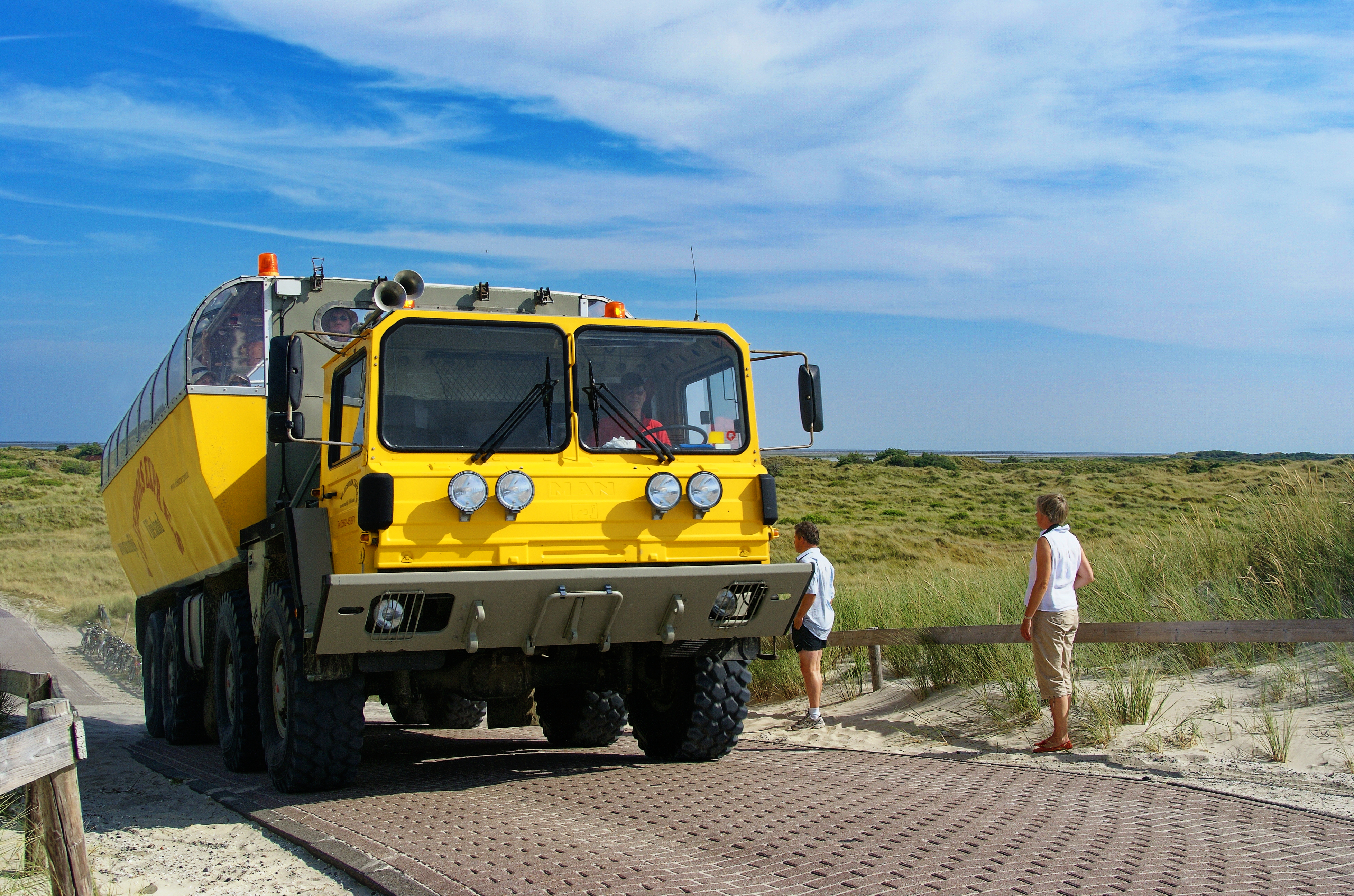
De Vliehors-Express steekt de duinen over

Vlieland is voor toeristen niet toegankelijk met auto's en motoren. Bewoners kunnen bij de gemeente een B(ewoners)-ontheffing voor een motorvoertuig aanvragen. Bedrijven die werkzaamheden op het eiland verrichten kunnen een T(ijdelijke)-ontheffing aanvragen.
Rederij Doeksen onderhoudt een veerdienst tussen Harlingen, Terschelling en Oost-Vlieland. Rederij De Vriendschap onderhoudt in de zomerperiode een veerdienst tussen De Cocksdorp op Texel en de Vliehors aan de zuidkant van het eiland speciaal voor fietsers en wandelaars. Vanaf de Vliehors verloopt verder vervoer over de zandvlakte naar het dorp met een speciale bus met extra grote wielen, de Vliehors-Express.
De enige buslijn op het eiland bestaat sinds de jaren vijftig en werd tot 1 april 1971 gereden door de NTM. De bus rijdt aansluitend op de veerboot van en naar Harlingen. De NTM werd opgevolgd door de Friese Autobus Maatschappij en later door VEONN. Deze lijn wordt sinds 30 september 1998 geëxploiteerd door achtereenvolgens Arriva en (sinds 15 december 2024) Qbuzz. Hierop rijden sinds 1 januari 2017 elektrische bussen.

### Jachthaven
De jachthaven van Vlieland, een van de zeventien waddenhavens, is gelegen aan de zuidkant van het eiland, ca. 800 meter ten oosten van het dorp Oost-Vlieland. De haven is het hele jaar geopend en biedt plaats aan ca. 300 schepen. De maximale afmetingen zijn: lengte 60 m, breedte 10,00 m en diepte 3,40 m. De haven is ook bij laag water aan te varen. Vanwege de relatief sterke stroom, die dwars op de haveningang staat en de smalle doorvaart is het moeilijk om zeilend de haven te naderen of te verlaten. In de zomervakantie moet er rekening mee worden gehouden dat de haven vol is en er geen nieuwe schepen toegelaten worden. Dit betekent dat vaak al voor 14:00 uur een ligplaats gezocht moet worden. Charterschepen meren af in de werkhaven, het zuidelijk gedeelte. Als de haven vol is zijn de alternatieven droogvallen voor het dorp of een beschutte plaat achter de Richel of doorvaren naar Terschelling (met een gunstig tij anderhalf tot twee uur zeilen). Behalve de haven heeft Vlieland een aparte aanlegsteiger bij het dorp voor de veerdienst.

## Sport en recreatie
Op het eiland wordt sinds 2013 het hardloopevenement de "Vuurtorenloop" georganiseerd. De afstanden zijn 5 km, 10 km en een halve marathon. Voor de jeugd zijn er kortere afstanden. Elke tweede zondag van augustus wordt de "Stortemelk Halve Marathon" georganiseerd.
Sinds 2018 wordt er door voetbalvereniging VSV '31 op het eiland zelf de KNVB-thuiswedstrijden gespeeld.
Naaktrecreatie is op het gehele strand toegestaan, uitgezonderd het drukbezochte en bewaakte deel tussen strandpalen 50 en 51 bij het dorp Oost-Vlieland.

## Politiek

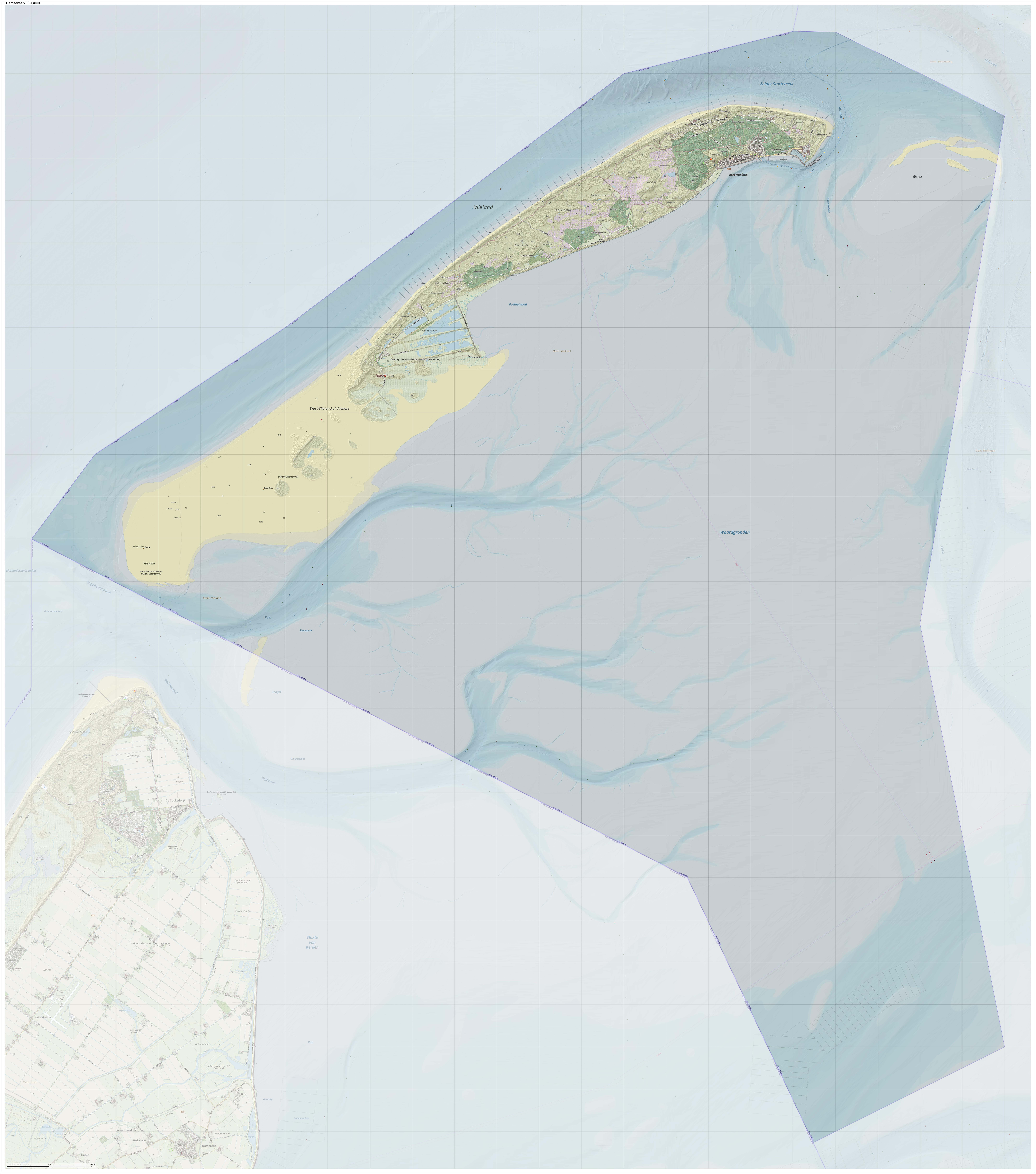
Topografische gemeentekaart van Vlieland (september 2023)

### Gemeenteraad
De gemeenteraad van Vlieland bestaat uit 9 zetels. Hieronder staat de samenstelling van de gemeenteraad sinds 1998:
| Partij                   | 1998 | 2002 | 2006 | 2010 | 2014 | 2018 | 2022 |
| ------------------------ | ---- | ---- | ---- | ---- | ---- | ---- | ---- |
| Lijst Fier               | -    | -    | -    | -    | -    | -    | 3    |
| Nieuw Liberaal Vlieland  | -    | -    | -    | -    | -    | 4    | 3    |
| Algemeen Belang Vlieland | 3    | 3    | 3    | 3    | 3    | 2    | 2    |
| GroenWit                 | -    | -    | -    | -    | 2    | 3    | 1    |
| VVD                      | 3    | 4    | 3    | 4    | 4    | -    | -    |
| PvdA                     | 3    | 2    | 3    | 2    | -    | -    | -    |
| Totaal                   | 9    | 9    | 9    | 9    | 9    | 9    | 9    |

De in 2018 gevormde coalitie wordt met vette zetelaantallen aangegeven.

### College van B&W
Het college van burgemeester en wethouders van Vlieland bestaat uit:
- Burgemeester: Michiel Schrier (SP)
- Wethouders:
  - R. de Jong, eerste locoburgemeester
  - M. Vellinga-Beemsterboer, tweede locoburgemeester
- Secretaris: A. Idema

## Bekende Vlielanders

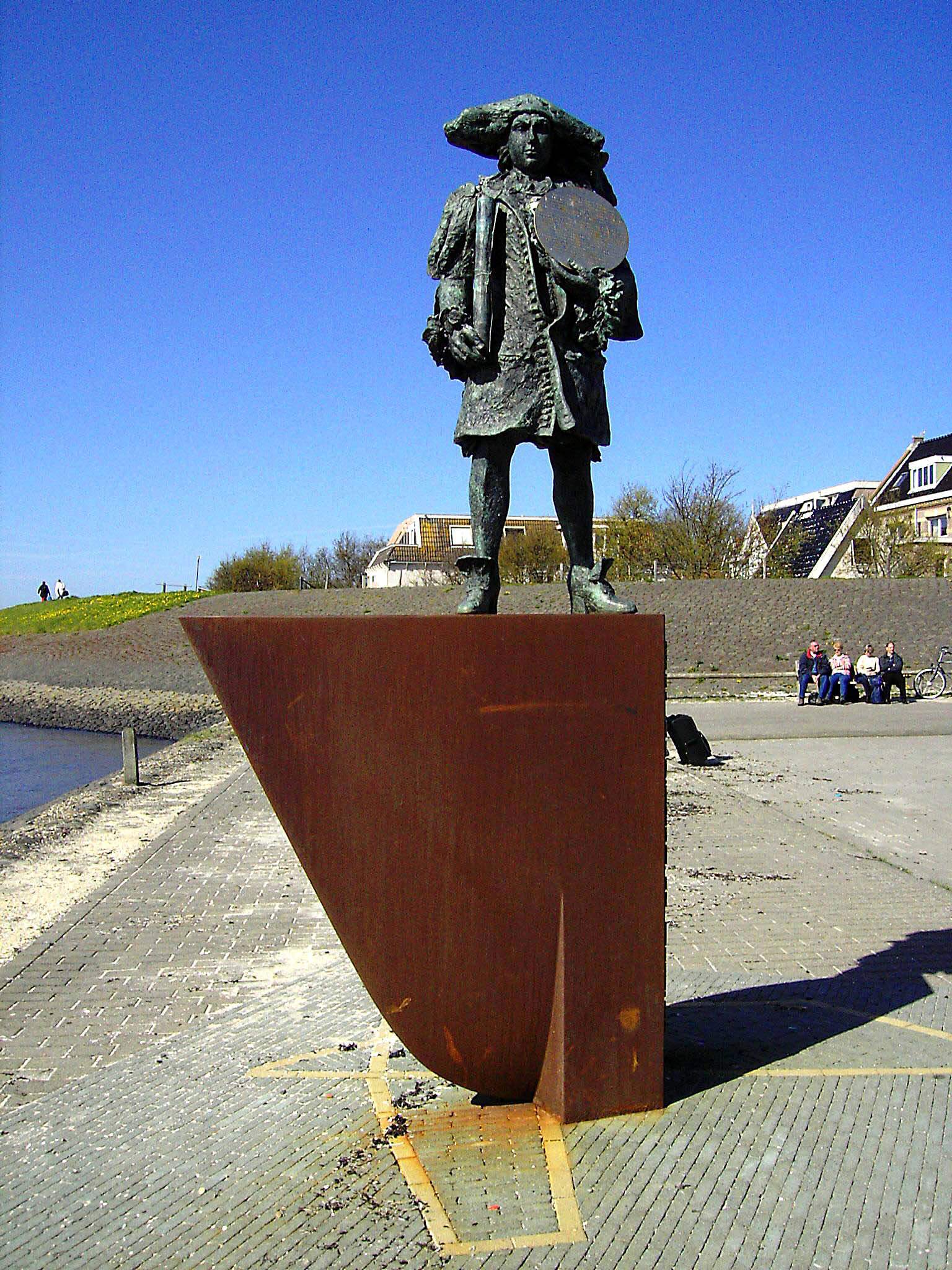
Het standbeeld van Willem de Vlamingh in de haven van Oost-Vlieland

- Nicolaus Cruquius (1678-1754), veelzijdig wetenschapper, is geboren in West-Vlieland
- Willem de Vlamingh (1640-1698), ontdekkingsreiziger die o.a. in opdracht van de VOC de westkust van Australië in kaart bracht, is geboren in Oost-Vlieland
- Betzy Akersloot-Berg (1850-1922), zeeschilderes, leerlinge en vriend van Hendrik Willem Mesdag, woonde van 1896 tot aan haar dood in 1922 met haar man Gooswinus Akersloot op Vlieland
- Liesbeth List (1941-2020), chansonnière en actrice, werd geadopteerd door eilandbewoners.
- Jan Jacob Slauerhoff (1898 - 1936), dichter en romanschrijver, leed aan astma en om verlichting te brengen bracht hij elk jaar enkele maanden door op Vlieland.

## Foto's

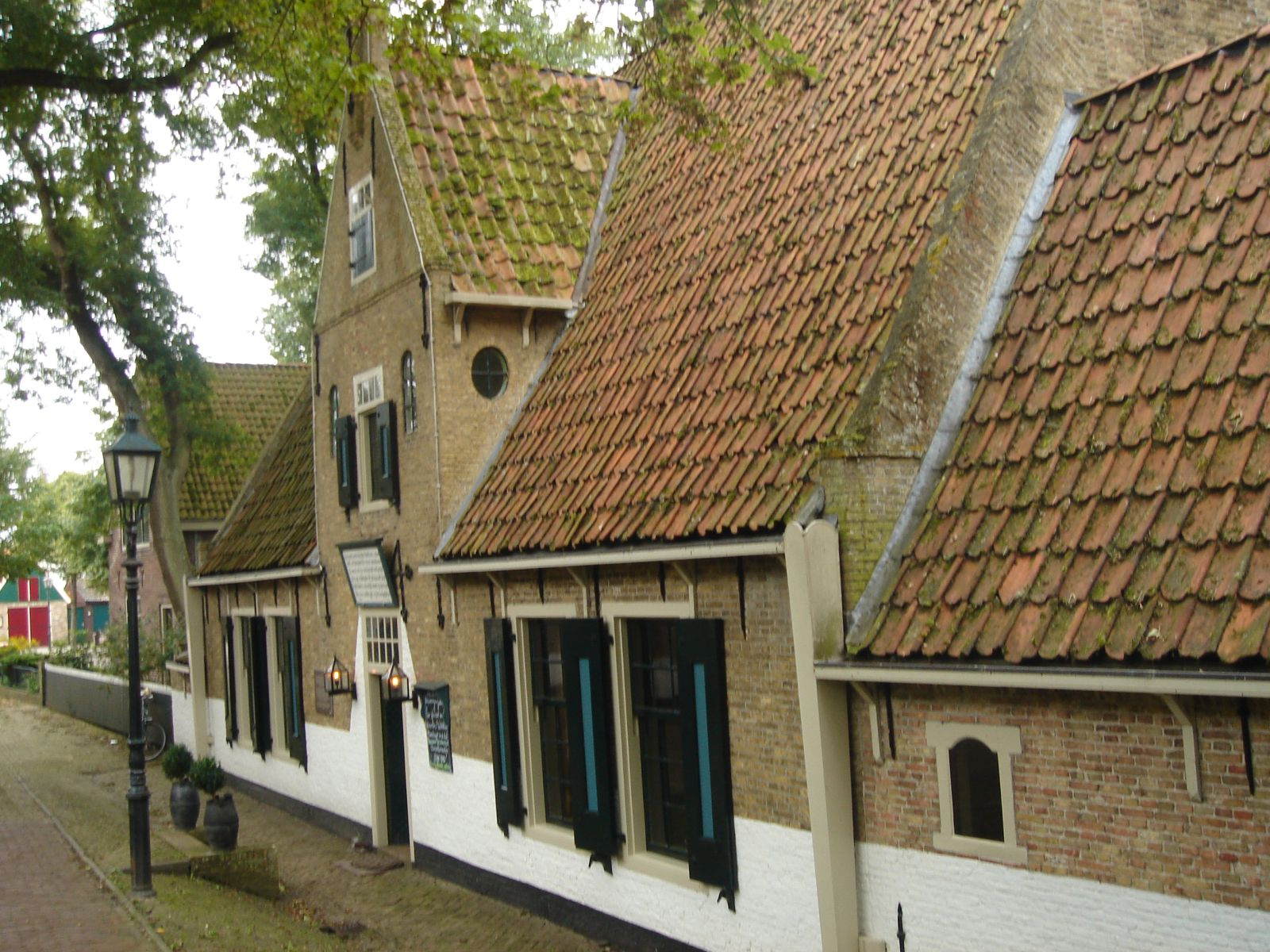
Het Armhuis, Badweg
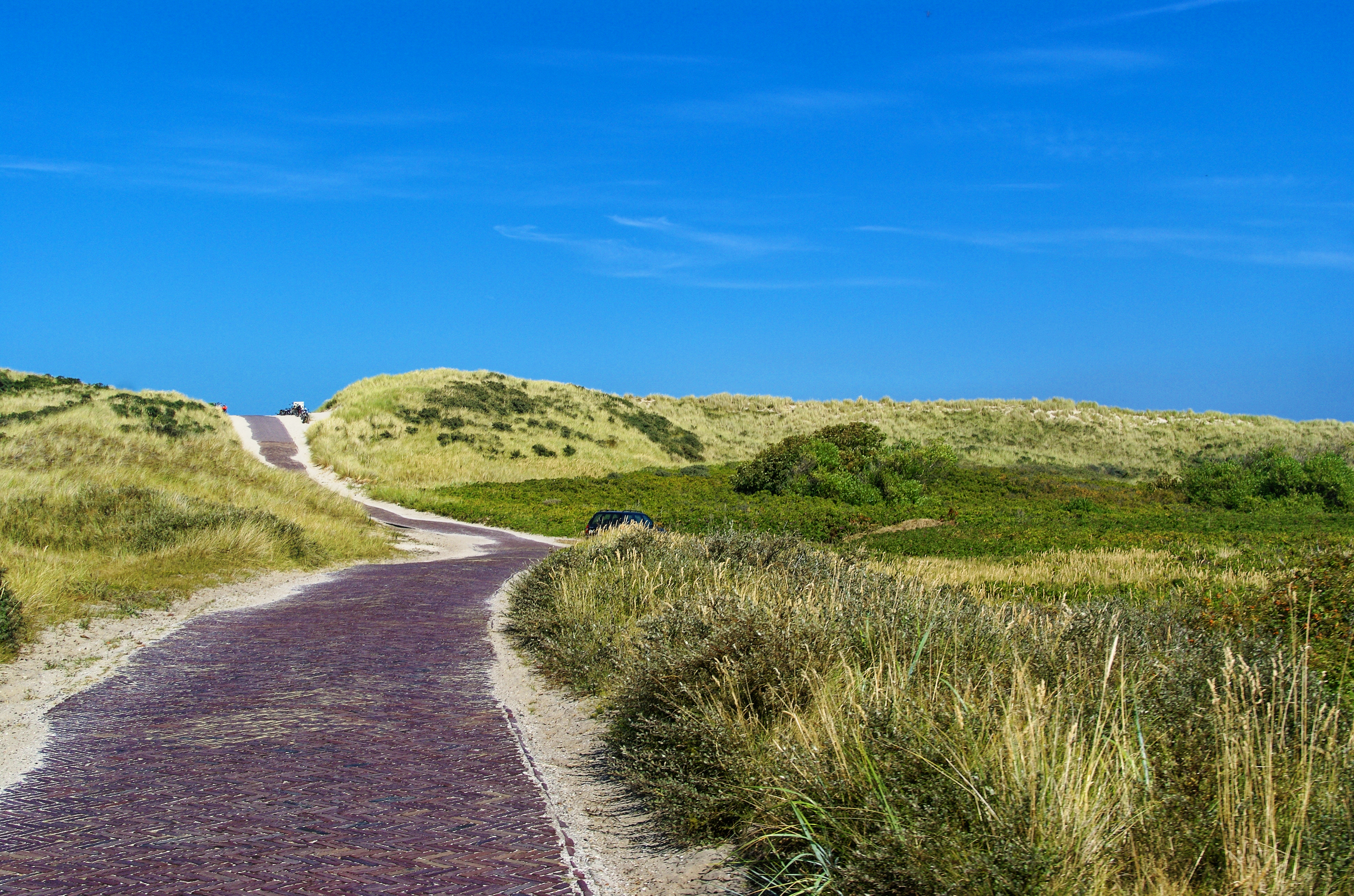
Duinen langs de Fortweg
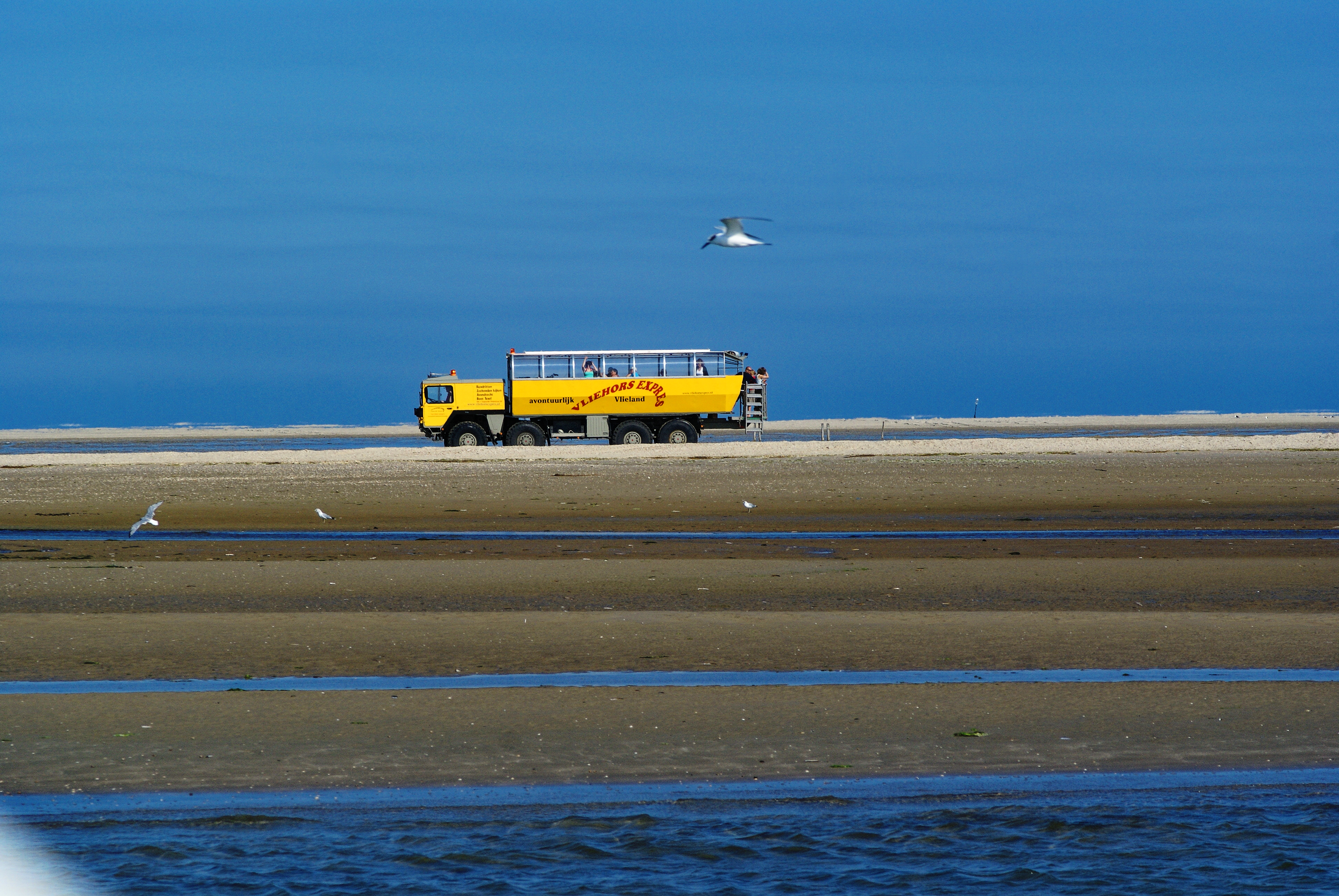
De Vliehors-Express op de Vliehors.
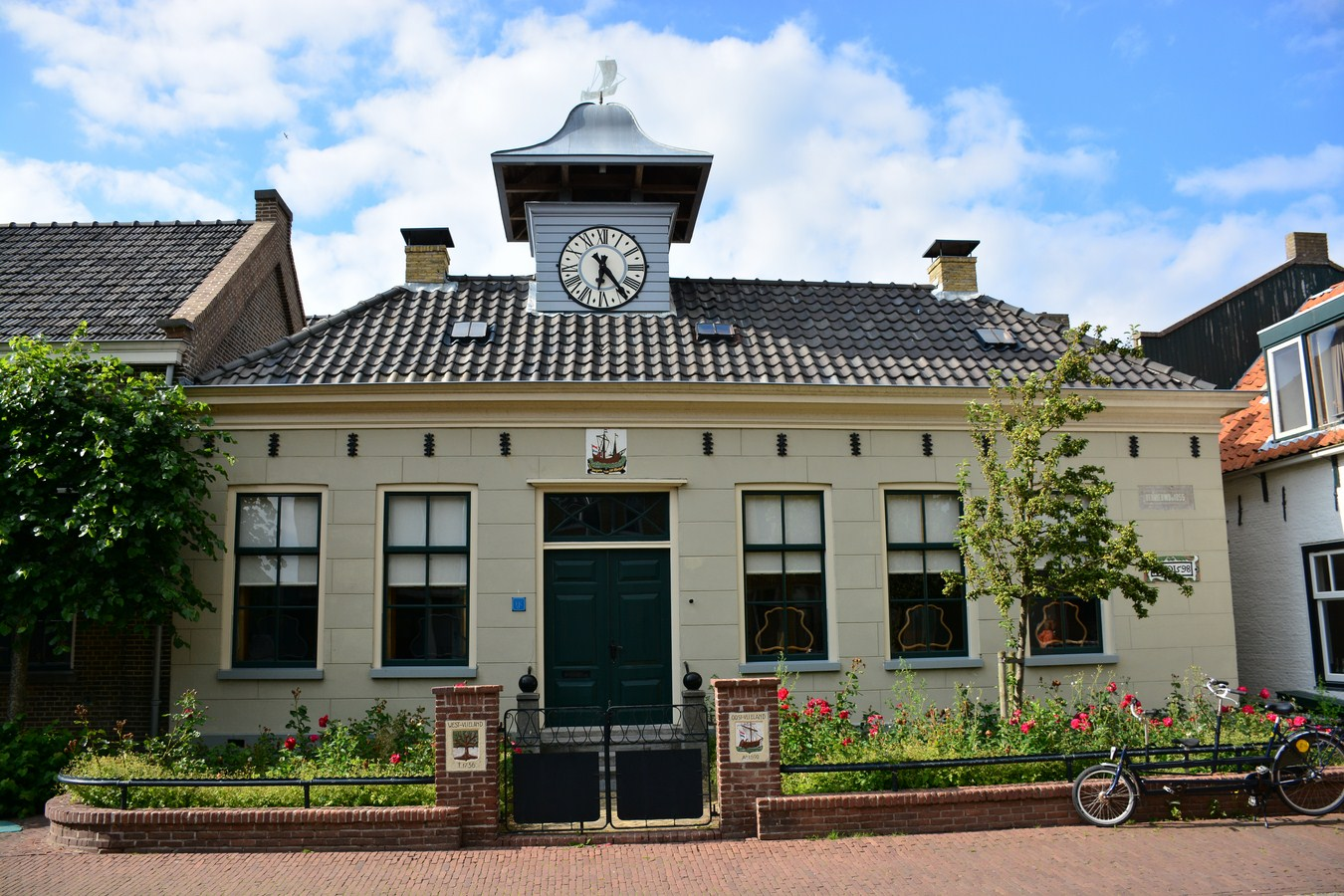
Het voormalig gemeentehuis diende als decor in de dramaserie Dokter Deen.
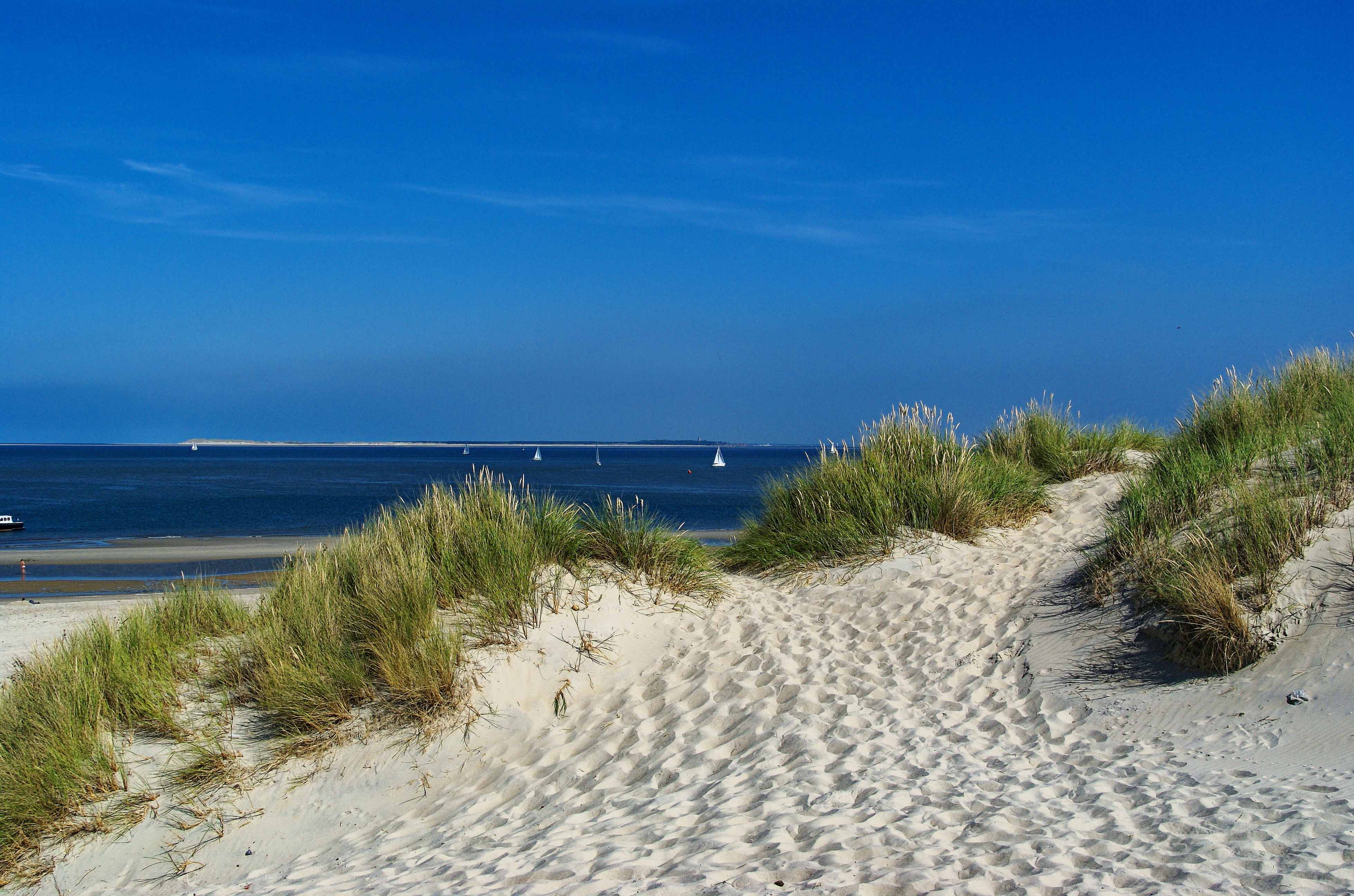
Zicht op de Vliestroom vanaf de duinen in het noordwesten met op de achtergrond Terschelling.
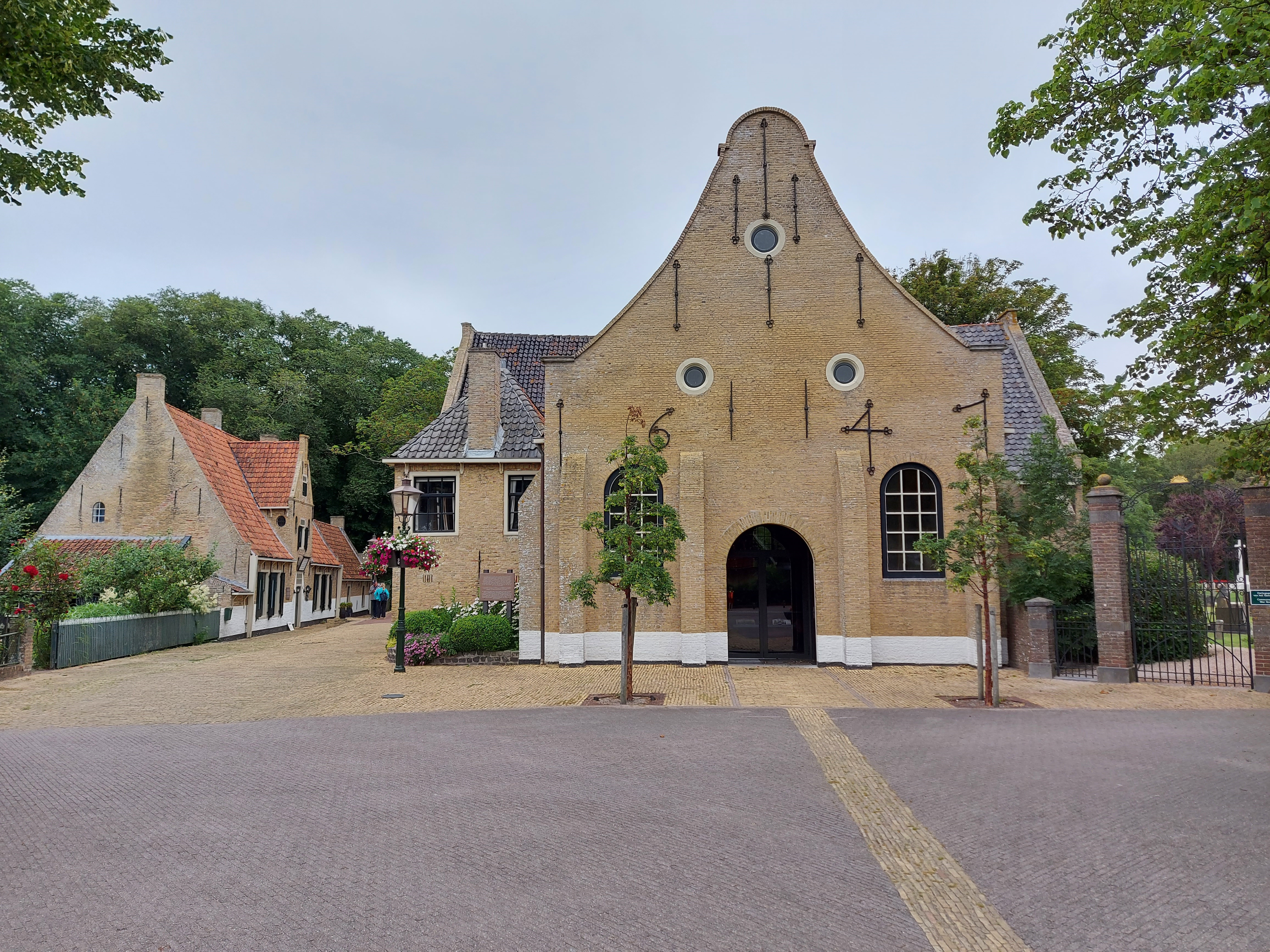
De Nicolaaskerk.
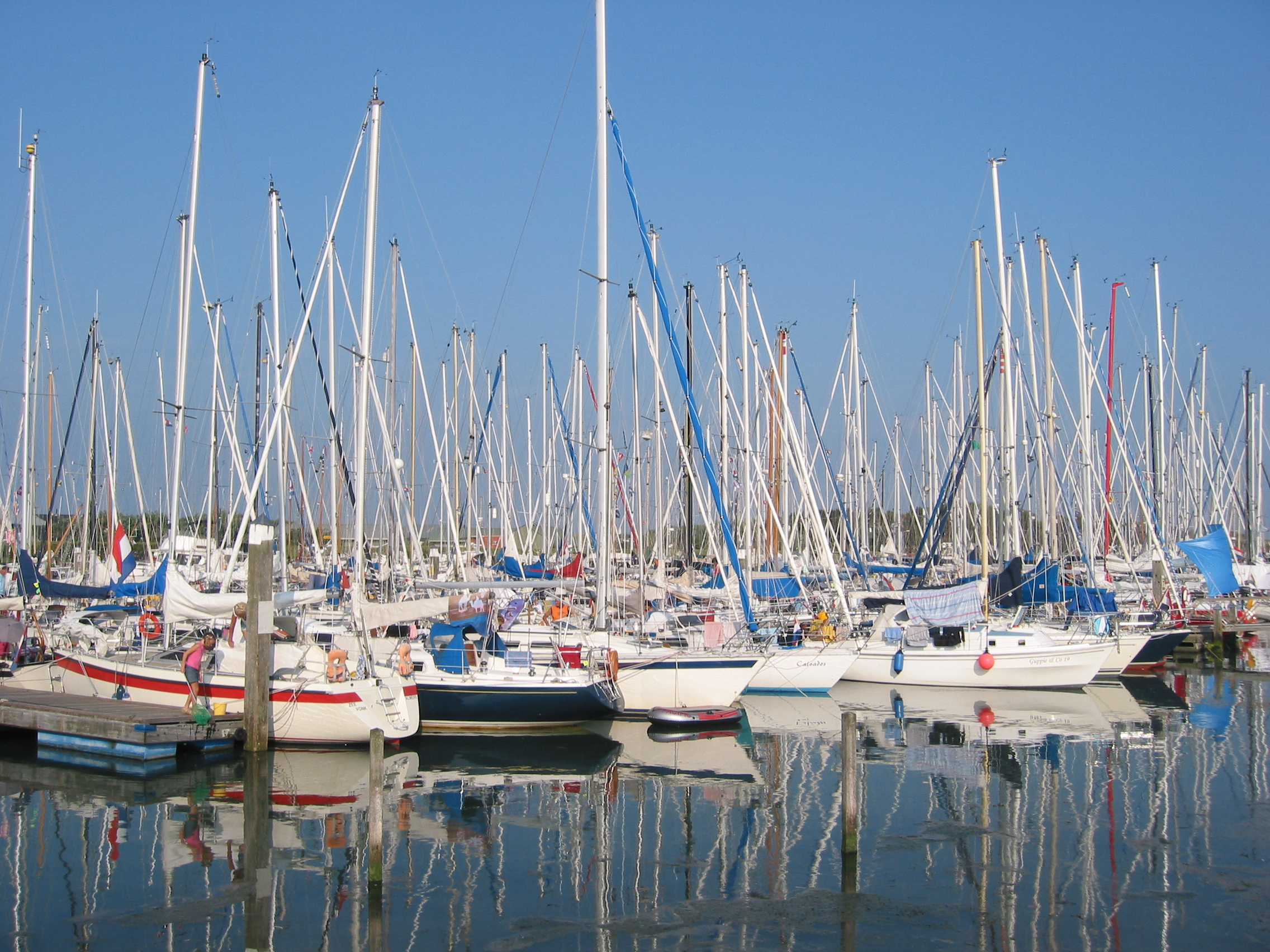
De jachthaven in de zomer.
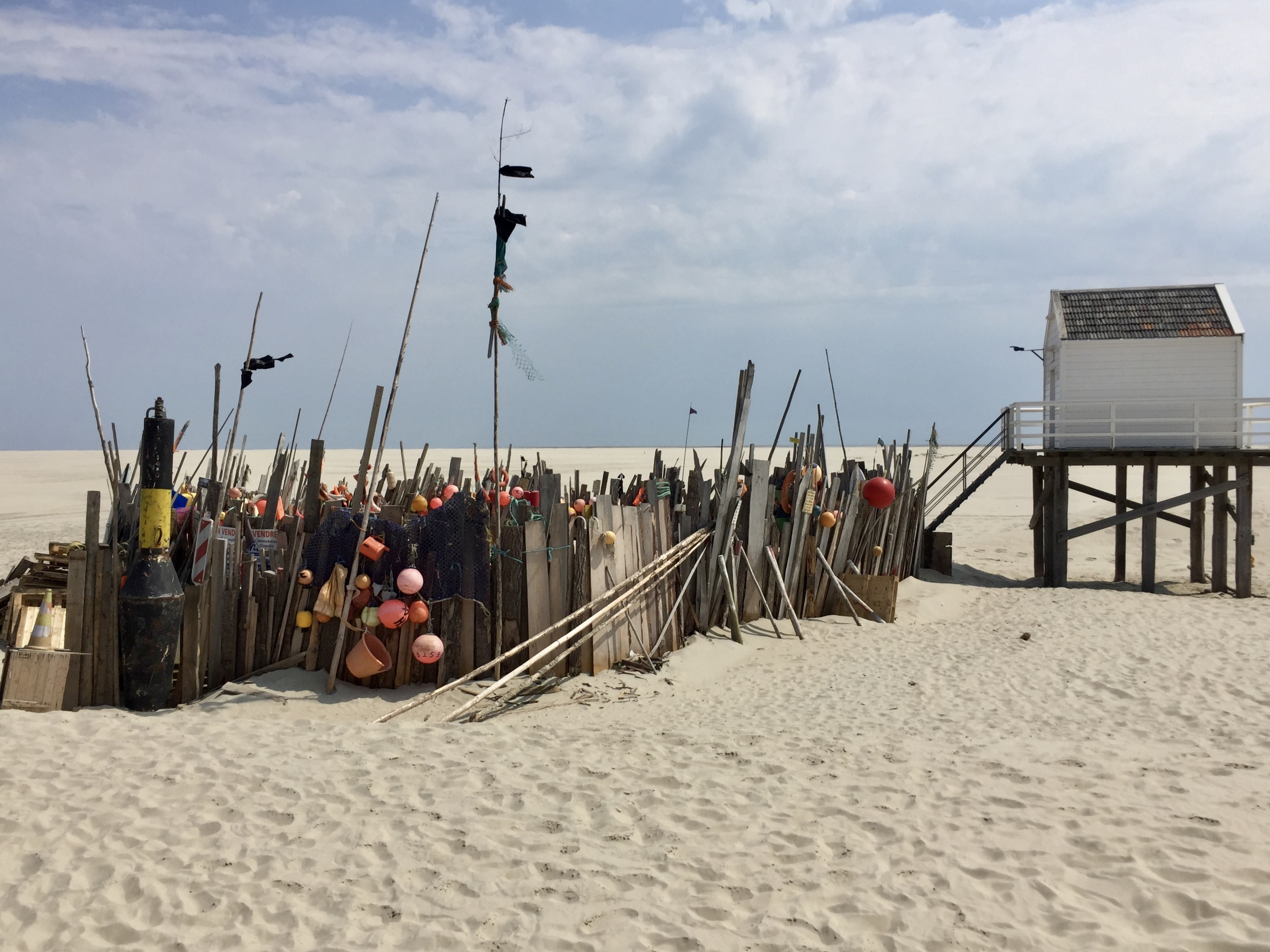
Het drenkelingenhuisje op de Vliehors.

- Gemeinsame Normdatei: 4540093-3
- MusicBrainz: 649813d0-3509-4ea6-9c89-eb340c4d8639
- Virtual International Authority File: 31145424506186830503
- WorldCat: E39PBJvH9DGtV38HDjTg3Rv4MP

Achtkarspelen · Ameland · Dantumadeel · De Friese Meren · Harlingen · Heerenveen · Leeuwarden · Noardeast-Fryslân · Ooststellingwerf · Opsterland · Schiermonnikoog · Smallingerland · Súdwest-Fryslân · Terschelling · Tietjerksteradeel · Vlieland ·  Waadhoeke · Weststellingwerf

Steden en dorpen · Voormalige gemeenten · Nederland: Provincies · Gemeenten